# إريك بارتالو
إريك بارتالو (بالإنجليزية: Erik Paartalu) مواليد 3 مايو 1986 في سيدني، هو لاعب كرة قدم أسترالي يلعب مع نادي ملبورن سيتي كلاعب وسط.

## المسيرة الاحترافية

### أندية لعب لها
- بريزبان رور
- نادي تيانجين تيدا
- نادي موانغ ثونغ يونايتد
- نادي ملبورن سيتي

## روابط خارجية
- إريك بارتالو على موقع دوري كوريا الجنوبية (الإنجليزية)
- إريك بارتالو على موقع قاعدة بيانات كرة القدم.إي يو (الإنجليزية)
- إريك بارتالو على موقع ناشيونال فوتبول تيمز (الإنجليزية)
- إريك بارتالو على موقع Soccerway.com (الإنجليزية)
- إريك بارتالو على موقع عالم كرة القدم.نت (الإنجليزية)